# Kartoffelwestern
Kartoffelwestern är en dansk humoristisk term som används om två western-komedier producerade i Danmark omkring 1970. Ordet är skapat i anslutning till den italienska motsvarigheten spaghettiwestern. 